# Конеккеткенский сельский округ
Конеккеткенский сельский округ — административно-территориальное образование в Акжаикском районе Западно-Казахстанской области. До мая 2013 года относился к Теректинскому району Западно-Казахстанской области.

## Административное устройство
1. село Конеккеткен
2. село Камыстыколь